# Medida (física)
A medida em física quântica é a integração de medida utilizada para a realização de um caminho integral.
Na teoria do campo quântico é preciso resumir todas as histórias possíveis de um sistema. Quando somando todas as histórias possíveis, que podem ser muito semelhantes entre si, é preciso decidir quando duas histórias devem ser consideradas diferentes, e quando devem ser consideradas iguais, para não contar a mesma história duas vezes. Esta decisão é codificada dentro do conceito da medida por um observador.  Na verdade, as histórias possíveis podem ser deformadas continuamente e, portanto, a soma é de fato uma parte integrante, conhecida como caminho integral.
No limite em que a soma é tornar-se integrante, o conceito da medida descrita acima é substituído por uma integração medida.